# إعطاء الدواء داخل الجسم الزجاجي

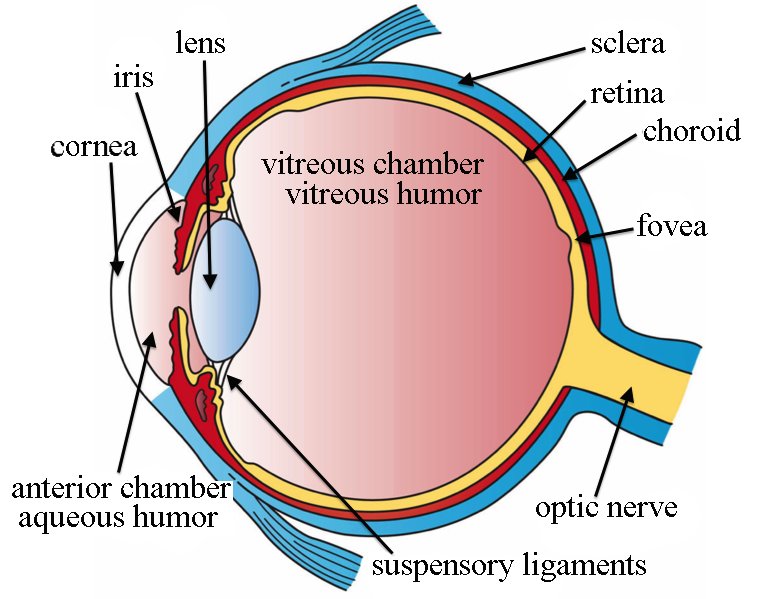

إعطاء الدواء داخل الجسم الزجاجي هو أحد طرق إعطاء الدواء أو أي مادة أخرى، حيث أن المادة تصل مباشرة إلى العين.

## أمثلة على إعطاء الدواء داخل الجسم الزجاجي
- حقن داخل الجسم الزجاجي
  - حقنة مذخرية داخل الجسم الزجاجي
- غرسة داخل الجسم الزجاجي